# Philipp von La Roche-Starkenfels
Philipp Friedrich Freiherr von La Roche-Starkenfels (* 16. Juli 1770 in Monsheim; † 13. Januar 1842 in Karlsruhe) war Generalmajor der Badischen Armee und Regimentskommandeur.

## Leben

### Herkunft und Familie
Philipp Friedrich Freiherr von La Roche-Starkenfels entstammte dem Adelsgeschlecht der französischen Grafen de La Roche sur l'Oignon und de La Roche en Montagne, das im 15. Jahrhundert ausgestorben ist und sich als jüngerer Zweig nach Deutschland ausbreitete. Sein Urgroßvater Samuel de la Roche (* 1629) kam 1645 als Hugenotte nach Deutschland und gilt als der Stammvater. Er stand als Soldat in Diensten der Armeen von Schweden, Lothringen und Braunschweig. 1701 starb er als kurfürstlich-brandenburgischer Oberst. Sein gleichnamiger Sohn Samuel war hessischer General und zeichnete sich im Kampf gegen die Türken in der Schlacht bei Belgrad aus. 1713 wurde er von Kaiser Karl VI. in den Reichsfreiherrnstand mit dem Prädikat Edler Herr von Starkenfels erhoben. Sein Sohn Friedrich (1700–1780) war ebenfalls Offizier und mit Henriette Margarethe Theodora von Schierstedt (1715–1754) verheiratet. Deren Sohn Friedrich Georg (1729–1802) war sein Vater. Seine Mutter war die Freiin Caroline Elisabeth Sophie von Spiegel zum Desenberg (1731–1803, Tochter des Georg Wilhelm Freiherr von Spiegel zum Desenberg und der Elisabeth Philippine von Urff).

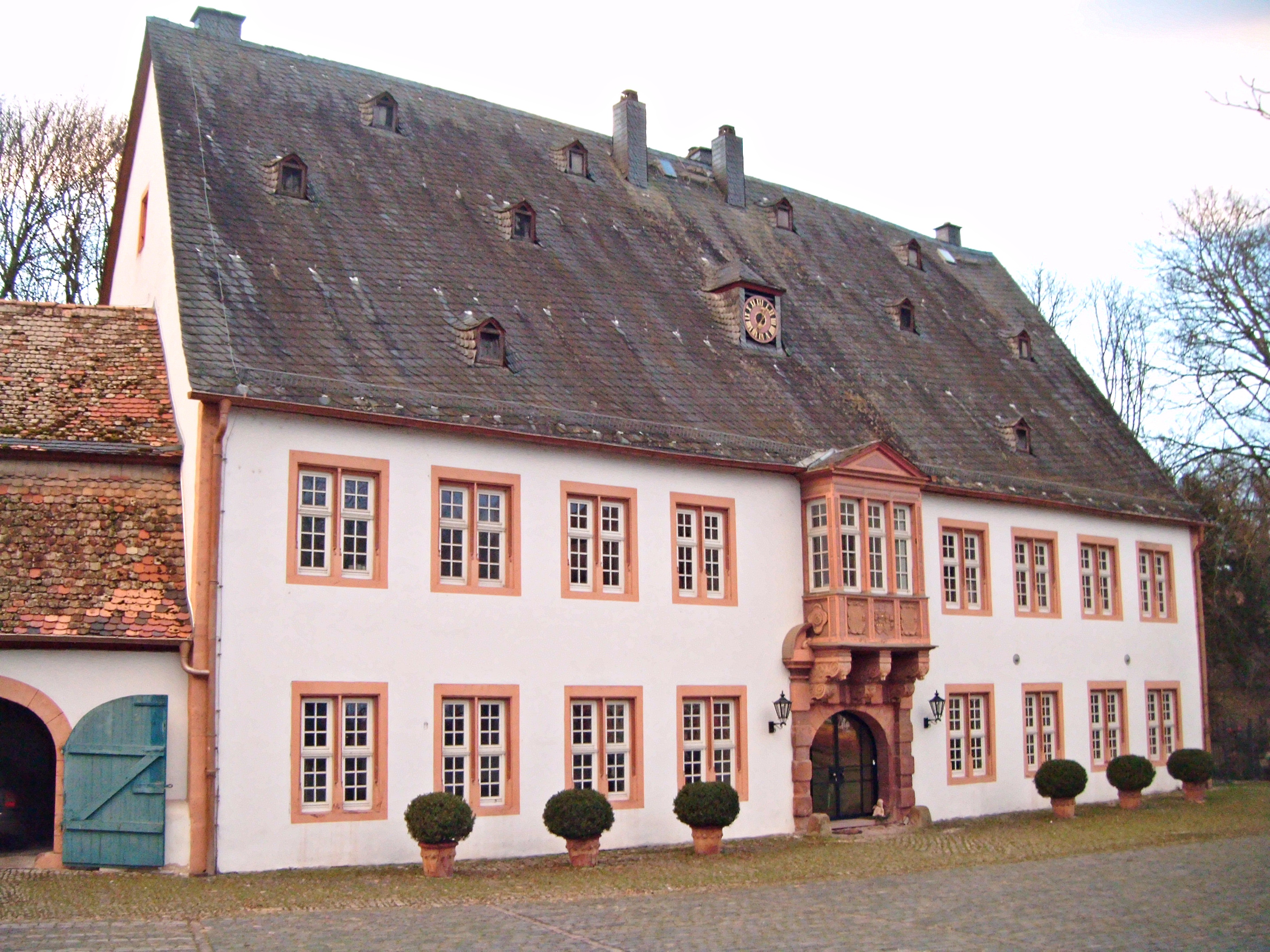
Schloss Monsheim: Sitz der Familien von La Roche-Starkenfels

Philipp Friedrich war verheiratet mit der Freiin Caroline von Geusau († 1819), mit der er den Sohn Maximilian (1809–1849, bayerischer Generalleutnant) hatte. Nach ihrem Tod heiratete er Freiin Eleonore von Degenfeld.

### Wirken
Philip schlug wie sein Bruder Friedrich (1769–1838, preußischer Generalleutnant) eine militärische Laufbahn ein. 1787 wurde er vom Reisemarschall an den Hof des Fürsten Ludwig von Nassau-Saarbrücken adoptiert. 1792 trat er als Kämmerer und Reisemarschall in die Dienste des Herzogs Karl August von Pfalz-Zweibrücken (1746–1795).
Am 3. Dezember 1800, als die österreichisch-bayerischen Truppen während der Koalitionskriege eine schwere Niederlage erlitten, war er als Offizier an der Schlacht bei Hohenlinden beteiligt.
1803 trat er in die Badische Armee ein und wurde Hauptmann im Badischen Leib-Dragoner-Regiment. 1806/1807 nahm er während der Koalitionskriege auf französischer Seite an der Belagerung von Danzig und Stralsund teil. 1809 kämpfte das Regiment im Feldzug gegen Österreich und war in Vorarlberg und Wagram eingesetzt.
Im Russlandfeldzug 1812 war das Regiment Teil des badischen Kontingents in Napoleons Grande Armée. So war er vom 26. bis 28. November 1812 an der Schlacht an der Beresina beteiligt, wurde schwer verwundet und geriet in zweijährige Gefangenschaft.
Am 16. August 1814 trat er mit der Beförderung zum Generalmajor in den Ruhestand.

### Militärische Ränge
- 1803 Rittmeister
- 1804 Major
- 1807 Oberstleutnant
- 1808 Obrist
- 1814 Generalmajor

### Auszeichnungen
- 1808 Commandeur des Karl-Friedrich-Verdienstordens
- 27. Juli 1815 Großkreuz des Ordens vom Zähringer Löwen
- 1815 Ritter des Max-Joseph-Ordens
- 1824 Ritter der Ehrenlegion